# Біогеофізика
Біогеофізика — самостійний напрям геофізики, що вивчає структуру і динаміку живих співтовариств (біоценозів) і процеси кругообігу речовин і енергії, що відбуваються в них.
Біогеофізика розглядає закономірності енергетики біосфери, її структурні особливості, явища саморегуляції і взаємодії енергії і інформації.
Оформилося у самостійну дисципліну на початку 60-тих років ХХ ст. У Росії першими комплексними дослідженням були роботи П. П. Второва